# Tulipa akamasica
Tulipa akamasica ist eine Pflanzenart aus der Gattung der Tulpen (Tulipa) in der Familie der Liliengewächse (Liliaceae).

## Merkmale
Tulipa akamasica wächst aufrecht. Die Art erreicht Wuchshöhen von 9 bis 25, selten bis 30 Zentimeter. Die Zwiebeln sind kugelförmig-länglich und messen 17 bis 20, selten bis 25 × 12 bis 18 Millimeter. Ausläufer werden nicht gebildet. Die äußeren Zwiebelhäute sind dunkelbraun bis schwärzlich-braun und unbehaart, die inneren dagegen sind heller braun mit einem Ring aus Haaren um die Grundplatte und einem zottigen Streifen am Hals. Die Haare sind bräunlich und meist 2 bis 3 Millimeter lang. Der Stängel ist aufrecht, mit kurzen, flaumigen weißlichen Haaren, einblütig und misst 2 bis 2,5 Millimeter im Durchmesser an der dicksten Stelle. Der untere Teil ist grün, die obere Hälfte weist eine rötlich-braune Tönung auf. Der unterirdische Teil des Stängels ist ungefähr 6 Zentimeter lang und weißlich. Die drei bis sieben Laubblätter sind zunächst rinnenförmig und werden mit zunehmendem Alter flacher. Sie sind grün, auf der Unterseite leicht blaugrün und weisen weder Haare noch Wimpern auf. Die unteren Blätter messen 130 bis 305 × 4 bis 12 (selten ab 3 und bis 16) Millimeter, die oberen bleiben kürzer und sind meist 2 bis 3 Millimeter breit. Sie sind spitz bis zugespitzt und erreichen ungefähr die Höhe der Blüte.
Die einzelne Blüte hat einen Durchmesser von selten ab 60, meist 70 bis 75 Millimeter, ist unbehaart und öffnet sich zu einem lockeren Stern. Die Knospe ist gerade. Die Blütenhüllblätter sind leuchtend rot. Auf ihrer Innenseite findet sich basal ein schwarzer, meist sehr unregelmäßig gezähnter, ungefähr 10 bis 20 Prozent der Blattlänge einnehmender Fleck. An diesen schließt sich ein ungefähr 1,5 Millimeter breites Band an, welches auf der Innenseite gelb und der Außenseite rot ist. Das untere Drittel der Blütenhüllblätter ist zur Blütezeit oft grünlich. Die Glieder der Blütenhülle unterscheiden sich geringfügig. Die äußeren Blütenhüllblätter sind verkehrteiförmig-keulenförmig, an der Basis verschmälert, 31 bis 41 × 10 bis 15 Millimeter groß und spitz oder manchmal stumpf. Die inneren Blütenhüllblätter sind verkehrteiförmig, an der Basis verschmälert, 33 bis 38 (selten bis 42) × 17 bis 19 (selten ab 13 und bis 20) Millimeter groß und stumpf bis mehr oder weniger spitz. Die Staubblätter sind länger als der Fruchtknoten und ungleichförmig. Die Staubfäden sind 6 bis 6,5 Millimeter lang und purpurartig bzw. an der Basis weißlich gefärbt. Ihre Basis ist haarig und verbreitert. Die Staubbeutel sind zur Blüte 3,5 bis 4 Millimeter lang und purpurartig gefärbt, später werden sie braun und erreichen oft eine Länge von 8 bis 10 Millimetern. Der Pollen ist gelb. Der Fruchtknoten ist 8 bis 3,5 Millimeter groß, fast sitzend, unbehaart und gelb. Die drei Narben sind sitzend und gelb-weiß. 
Die Art blüht im März und April und fruchtet im Mai.
Tulipa akamasica ist diploid, ihre Chromosomenzahl beträgt 2n = 2x = 24.

## Vorkommen
Tulipa akamasica ist auf Zypern endemisch. Die Art ist nur von einem Standort auf der Halbinsel Akamas im westlichsten Teil der Insel bekannt. Sie wächst in relativ dichter Phrygana über Serpentin in einer Höhenlage von ungefähr 370 Meter. Mit Tulipa akamasica vergesellschaftet wurden folgende Arten nachgewiesen: Alyssum akamasicum, Arisarum vulgare, Asphodelus ramosus, Calicotome villosa, Cistus monspeliensis, Drimia aphylla, Euphorbia dimorphocaulon, Lithodora hispidula subsp. versicolor, Olea europaea, Prasium majus, Scaligeria alziarii und Senecio vulgaris.

## Systematik
Tulipa akamasica wurde 2014 von Charalambos S. Christodoulou, Ralf Hand und Christos Charalambous in Flora Mediterranea; Acta Herbarii Mediterranei Panormitani sub Auspiciis Societas Botanicorum Mediterraneorum Optima Nuncupata Edita Band 24, Seite 208 
erstbeschrieben.

## Belege
- C. S. Christodoulou, R. Hand & C. Charalambous: Tulipa akamasica (Liliaceae), a new endemic species from Cyprus. In: Flora Mediterranea 24, S. 207–214, 2014. doi:10.7320/FlMedit24.207